# Roman Wilhuszynski
Roman Kazymyrowycz Wilhuszynski (ukr. Роман Казимирович Вільгушинський, ur. 30 kwietnia 1963 w Jazłowcu) – ukraiński snycerz i rzeźbiarz. Absolwent Lwowskiej Narodowej Akademii Sztuki.

## Prace
- kopia posągu Maryi Panny z figury Niepokalanego Poczęcia Marii w Buczaczu
- kopia posągu Jana Nepomucena z figury św. Jana Nepomucena w Buczaczu
- pomnik Jana Jerzego Pinzela obok ratusza w Buczaczu
- kopia pomnika Anny Doroty Chrzanowskiej w Trembowli[1][2][3]
- pomnik Chrystusa w Buczaczu
- pomnik kardynała Josyfa Slipyja obok greckokatolickiej katedry pw. Niepokalanego Poczęcia Najświętszej Maryi Panny w Tarnopolu
- popiersie Tarasa Szewczenki we wsiach Bogdanowka w rejonie podwołoczyskim i Sokołowie w rejonie buczackim
- rekonstrukcja pomnika Tarasa Szewczenki w Buczaczu
- pomniki Stepana Bandery w Buczaczu, Tarnopolu, Trembowli
- pomnik Niebiańskiej Sotnie w Tarnopolu
- pomnik Karla Emila Franzosa w Czortkowie

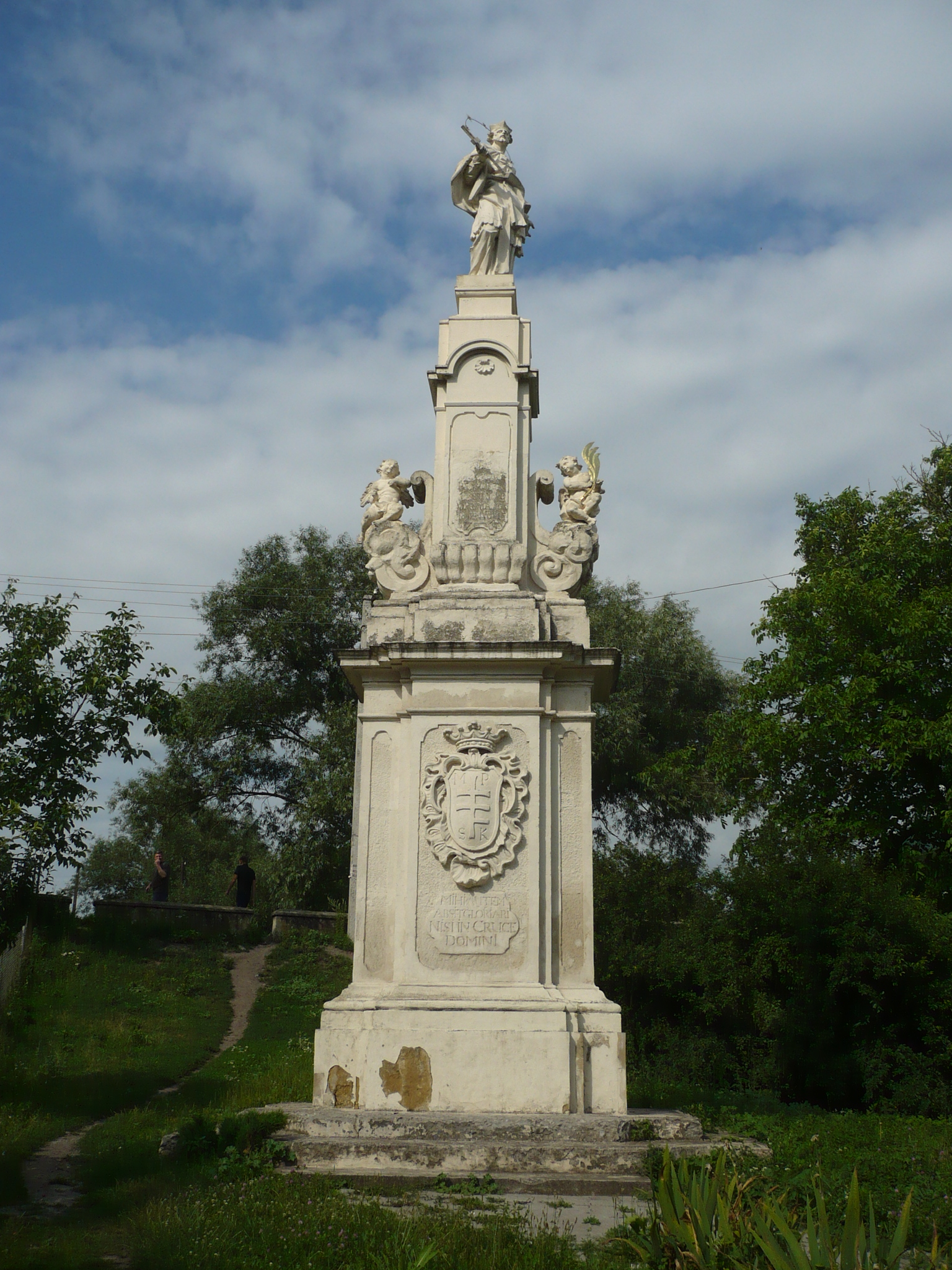
Nepomucen w Buczaczu
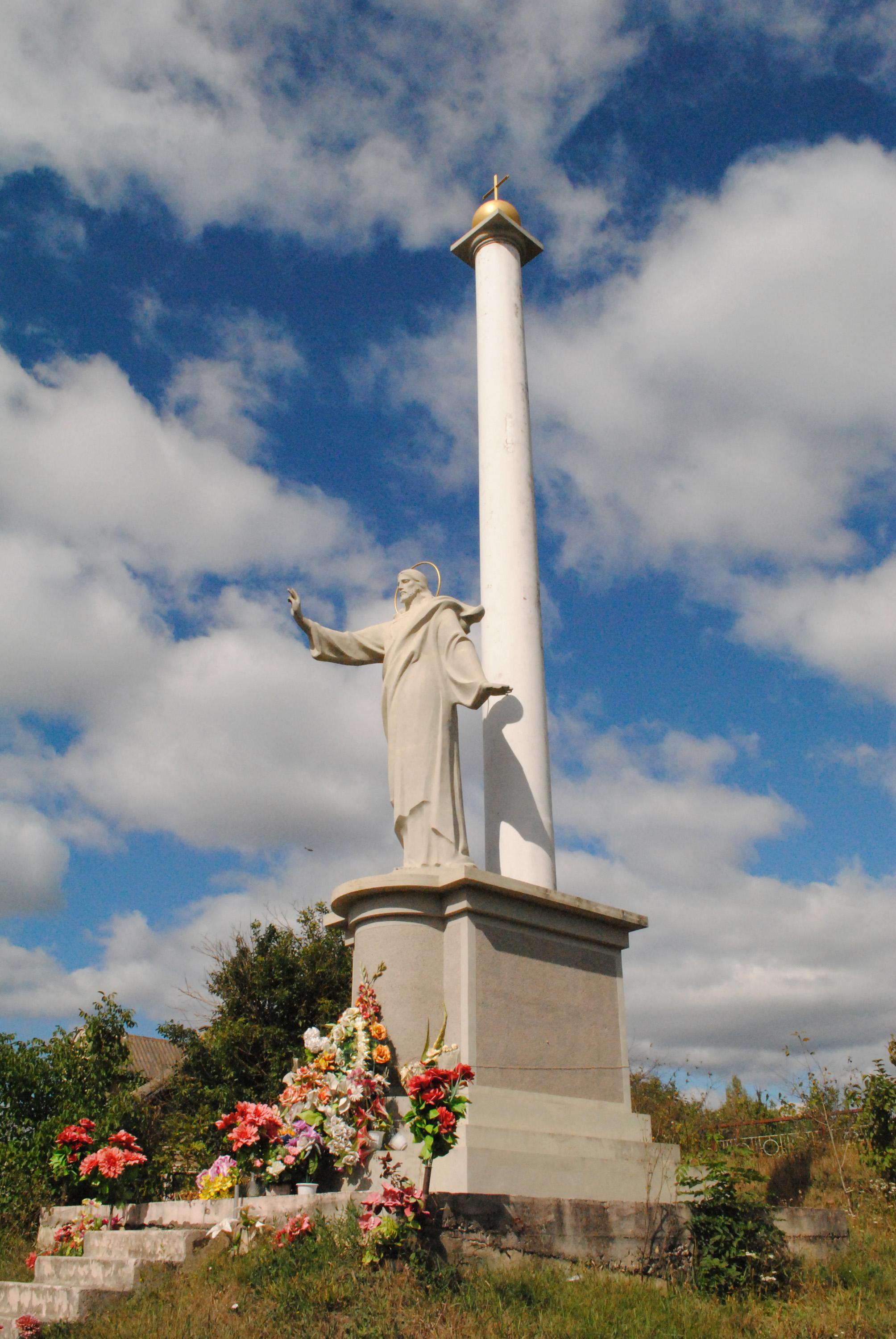
Pomnik Chrystusa w Buczaczu

## Literatura
- Богдан Мельничук: Вільгушинський Роман Казимирович. W:  Тернопільський енциклопедичний словник. редкол.: Г. Яворський та ін.. T. 1: А—Й. Тернопіль : Видавничо-поліграфічний комбінат «Збруч», 2004, s. 280. ISBN 966-528-197-6. (ukr.)
- Тамара Удіна: Вільгушинський Роман Казимирович. W: Encykłopedija suczasnoji Ukrajiny. T. 4: В — Вог. Kijów, 2005, s. 543. (ukr.)